# NGC 7327
NGC 7327 est une entrée du New General Catalogue qui concerne un corps céleste perdu ou inexistant dans la constellation de Pégase. Cet objet a été enregistré par l'astronome allemand Wilhelm Tempel en 1882.

## Identification
Le professeur Seligman souligne que l’identification de NGC 7327 est un énorme fouillis presque certainement impossible à résoudre. Selon lui, il s’agit fort probablement d’un corps perdu ou inexistant. Mais, il se pourrait que ce soit l’une des nombreuses suggestions ci-dessous ou encore très probablement d'autre chose. Il n’y a rien à la position indiquée par John Dreyer dans le New General Catalogue, comme le montre l’image de l’encadré à droite. Pour Wolfgang Steinicke, il s’agit d’une étoile de magnitude égale à 12,2, mais c’est à l’est de NGC 7331, alors que Tempel a écrit que l'objet observé était au nord-ouest de cette galaxie. L’identification de Steinicke est donc incorrecte. La position suggérée par le RNGC est définitivement erronée. Les bases de données NASA/IPAC et Simbad indiquent qu’il s’agit de la galaxie PGC 69291. La base de données HyperLeda associe NGC 7327 à la paire d’étoiles située à l’est de NGC 7331, paire qui est fort probablement NGC 7327.
Steve Gottlieb a écrit que NGC 7327 est l’une des nombreuses entrées inexistantes du catalogue NGC situées près de NGC 7331, car Tempel a seulement noté que cet objet précédait l’extrémité nord de cette galaxie. Il a aussi écrit que la galaxie compacte PGC 69261 est l'une des possibilités.